# İletişim Yayınları
İletişim Yayınları (deutsch: Kontakt Publikationen) ist ein türkischer Verlag mit heutigem Sitz im Istanbuler Stadtbezirk Şişli.
Er wurde laut Verlagsangaben 1983, nach anderen Quellen bereits 1982, von Murat Belge, Osman Kavala und einigen anderen linksgerichteten Autoren gegründet und publizierte zunächst vorwiegend politische Zeitschriften. Seit 1989 wurden verstärkt Bücher herausgegeben. Schwerpunkte sind im Bereich der Belletristik Übersetzungen westlicher Klassiker sowie die Publikation einiger bekannter türkischer Autoren wie Yakup Kadri Karaosmanoğlu und Orhan Pamuk. Im Bereich der wissenschaftlichen Literatur liegt der Schwerpunkt auf sozialwissenschaftlichen Werken (Übersetzungen, türkische Publikationen sowie Werkausgaben von Cemil Meriç und Şerif Mardin), türkischer Zeitgeschichte und Populärkultur. Der Verlag führt auch eine Reihe mit Kinderbüchern.

## Weblink & Quelle
- Verlagswebsite